# 高橋儀平
高橋 儀平（髙橋 儀平、たかはし ぎへい、1948年- ）は、日本の建築学者、東洋大学名誉教授。

## 人物
埼玉県生まれ。1972年東洋大学工学部建築学科卒業、東洋大学工学部助手、講師、助教授、教授、2006年ライフデザイン学部教授。2009年学部長。2019年定年退職、名誉教授。
1993年「過疎農山村における高齢者単独世帯の居住変容と居住モデルに関する研究」で東京大学・工学博士。2009年日本福祉のまちづくり学会会長。

## 著書
- 『高齢者・障害者に配慮の建築設計マニュアル 「福祉のまちづくり」実現に向けて』彰国社, 1996.9
- 『福祉のまちづくりその思想と展開 障害当事者との共生に向けて』髙橋儀平 著. 彰国社, 2019.8

### 共編著・監修
- 『寮母・ヘルパーの家政学 2　住居』児玉桂子共編 全国社会福祉協議会, 1989.9
- 『高齢者のすまいデータブック 弁護士と建築家からのアドバイス』高木佳子共著. 有斐閣, 1993.10
- 『ライフデザイン学入門』古川孝順,内田雄造,小澤温,鈴木哲郎共編. 誠信書房, 2005.4
- 『さがしてみよう!まちのバリアフリー』全6巻 監修. 小峰書店, 2011.4
- 『ライフデザイン学』髙橋儀平, 菊池義昭,小林英義,大迫正文, 繁成剛 編. 誠信書房, 2013.3
- 『建築・交通・まちづくりをつなぐ共生のユニバーサルデザイン』三星昭宏, 髙橋儀平,磯部友彦著. 学芸出版社, 2014.9
- 『車いすの図鑑 バリアフリーがよくわかる』監修. 金の星社, 2018.9
- 『心のバリアフリーを学ぶ いろいろな人の目線で考えよう』1-2 監修. 小学館クリエイティブ, 2020.3